# Sheering
Sheering es una localidad situada en el condado de Essex, en Inglaterra (Reino Unido). Según el censo de 2011, tiene una población de 891 habitantes.
Está ubicada al sureste de la región Este de Inglaterra, al noreste de Londres, y a poca distancia de la ciudad de Chelmsford —la capital del condado— y de la costa del mar del Norte.